# Lenguas del río Ramu
Las lenguas Ramu constituyen grupo amplio de lenguas papúes, de unas treinta lenguas, posiblemente relacionadas entre sí. El nombre procede del río Ramu en cuya cuenca se hablan estas lenguas.

## Clasificación
El parentesco de esta familia fue identificado por John Z'graggen en 1971. Donald Laycock las relacionó con las lenguas Sepik en 1973. Laycock (1973) había incluido las lenguas arafundi, sobre evidencia anecdótica unaque el arafundi se conoce poco. Stephen Wurm (1975) consideró que las lenguas del Ramu junto con las lenguas del Sepik formaban el grupo de lenguas Sepik-Ramu.
Malcolm Ross (2005) reclasificó a todas estas lenguas como una rama de las lenguas Ramu-bajo Sepik que reducía el grupo anterior, y sugirió que las lenguas Piawi podrían ser también parte de la familia. Z'graggen incluyó además a las lenguas Yuat, pero dicha inclusión parece ahora dudosa. Ethnologue (2009) deja fuera de las lenguas Ramu a las lenguas yuat, las lenguas Mongol–Langam y las lenguas arafundi (cuya inclusión Ross acepta), clasificándolas como familias separadas. También Foley (2005) rechaza la inclusión del arafundi dentro de la familia Ramu como proponían Laycock y Ross. Finalmente las lenguas piawi que fueron incluidas por Laycock son consideradas por todos los demás especialistas como una familia aparte.

### Clasificación interna
Las pequeñas familias listadas a continuación en negrita son unidades filogenéticas probadas. Las primeras cinco, a veces clasicadas como grupo del bajo Ramu, parecen más estrechamente relacionadas desde el punto de vista léxico, y su unidad como grupo filogenético es ampliamente aceptada aunque no puede darse por definitivamente probada Los otro cuatro grupos de las lenguas Ramu sólo parecen relacionadas a través de su paradigma pronominal y, de hecho,  Ethnologue solamente considera dentro de las lenguas Ramu el grupo tamolano y Annaberg. Las lenguas del grupo Ottilien comparten las marcas de plural con las lenguas nor-pondo.
| bajo Ramu | \| \| Familia Ottilien \| \| \| \| \| \| Familia misegiano (Mikarew) \| \| \| \| \| \| Familia Grass (Keram) \| \| \| \| \| \| Familia ataitano (tanggu) \| \| \| \| |
|           | \| \| Familia Ottilien \| \| \| \| \| \| Familia misegiano (Mikarew) \| \| \| \| \| \| Familia Grass (Keram) \| \| \| \| \| \| Familia ataitano (tanggu) \| \| \| \| |
|           | Familia tamolano |
|           | |
|           | Annaberg (Ramu medio) |
|           | |
|           | ? Familia mongol-langam |
|           | |
|           | Familia Ottilien |
|           | |
|           | Familia misegiano (Mikarew) |
|           | |
|           | Familia Grass (Keram) |
|           | |
|           | Familia ataitano (tanggu) |
|           | |

|  | Familia Ottilien            |
|  |                             |
|  | Familia misegiano (Mikarew) |
|  |                             |
|  | Familia Grass (Keram)       |
|  |                             |
|  | Familia ataitano (tanggu)   |
|  |                             |

Ethnologue (2009) considera las lenguas mongol-langam como una familia independiente.

### Algunos idiomas
- Idioma anor

## Descripción lingüística

### Pronombres
Los pronombres reconstruidos por Ross para el proto-ramu son:
| yo      | *aŋko, *ni | nosotros dos | *a-ŋk-a             | nosotros | *ai, *nai, *a-ni, *na-ni |
| tú      | *un, *nu   | vosotros dos | *o-ŋk-oa, *no-ŋk-oa | vosotros | *ne, *u-ni, *nu-ni       |
| él/ella | *man       | ellos/as dos | *mani-ŋk ?          | ellos/as | *mə, *nda, *manda        |

### Comparación léxica
Los numerales en diferentes lenguas del río Ramu:
| GLOSA | Bajo Ramu        | Bajo Ramu   | Bajo Ramu | Bajo Ramu | Bajo Ramu     | Bajo Ramu       | Bajo Ramu      | Bajo Ramu        | Bajo Ramu     | Tamolano      | Annaberg | PROTO- RAMU   |
| GLOSA | Mikarew          | Mikarew     | Mikarew   | Grass     | Ottilien      | Ottilien        | Ottilien       | Ottilien         | Aitatano      | Tamolano      | Annaberg | PROTO- RAMU   |
| GLOSA | Aruamu (Arumu)   | Kire (Giri) | Sepen     | Banaro    | Mbore (Borei) | Bosmum (Bosman) | Kayan          | Marangis (Watam) | Tanggu        | Igana (Igom)  | Rao      | PROTO- RAMU   |
| ----- | ---------------- | ----------- | --------- | --------- | ------------- | --------------- | -------------- | ---------------- | ------------- | ------------- | -------- | ------------- |
| '1'   | aməra            | gere        | uvʰuavɨra | woné      | kabɛ          | kɔku            | kaku           | gaku             | unuam         | ubuaka        | jandakro | *umbua-       |
| '2'   | poːni            | gere-han    | pʰunĩːni  | ŋinʊkʰin  | mbuni         | buni            | mbuniŋ         | noini            | munai         | mokupea       | kawuku   | *mbuni-       |
| '3'   | pomənimkasam     | vibare      | 2+1       | ŋinʊwó    | mbɔːnaka      | bɔnkaːk         | gəramaut       | giramo           | munezinagaːka | 2+1           | karuku   | *2+1          |
| '4'   | poməni ko poməni | fee         | 2+2       | bẽdok     | paːwən        | bɔːgur          | paureik        | pourek           | deapaimapai   | wiatarumaŋga  | sraku    | *2+2/ *paurek |
| '5'   | poməninja        | mee         | 2+2+1     |           | parmbɛ        | kənubaŋ         | rapauŋ         | rapun            | deːzinaga     | ariamabiamaka |          |               |
| '6'   |                  | farmbor     |           |           |               |                 | mbut-kaku      |                  |               |               |          |               |
| '7'   |                  | har         |           |           |               |                 | mbut- mbuniŋ   |                  |               |               |          |               |
| '8'   |                  | səgan       |           |           |               |                 | mbut- gəramaut |                  |               |               |          |               |
| '9'   |                  | fatutti     |           |           |               |                 |                |                  |               |               |          |               |
| '10'  |                  | ppək        |           |           |               |                 |                |                  |               |               |          |               |